# Iluro
Iluro (llatí: Iluro, en ibèric  Ilduro) és l'antiga ciutat romana de la costa mediterrània anomenada actualment Mataró. Les restes arqueològiques del poblat romà es conserven sota el nucli antic de la ciutat, declarat bé cultural d'interès nacional.

## Identificació i estudi
Les restes del jaciment arqueològic foren identificades a partir de les troballes epigràfiques documentades al jaciment, les notícies aportades per les fonts clàssiques (Plini, Mela i Ptolemeu, que es refereixen a Iluro com una de les "parva oppida" de la costa) i per l'estudi de les restes arqueològiques exhumades. De totes aquestes referències es desprèn la importància d'aquesta ciutat en època romana.
La valoració i l'estudi de les restes es va iniciar al segle xvii i ha continuat fins al segle xxi, en investigacions relacionades amb arqueòlegs i historiadors eminents, com Josep de Calassanç Serra i Ràfols, Carreras i Candi, Puig i Cadafalch, Marià Ribas i, fonamentalment, el grup de col·laboradors de la Secció Arqueològica del Museu de Mataró.

## Història
L'antiga Iluro fou la continuadora, com a centre organitzador del territori, d'una altra ciutat romana anterior, segurament Ilduro, nom que apareix escrit en caràcters ibèrics i en monedes de bronze datades del segle II - I aC, trobades recentment a Cabrera de Mar, situat a uns cinc quilòmetres de l'actual Mataró. L'àrea d'influència de la ciutat d'Iluro va ser molt àmplia, seguint el concepte romà de la ciutat com a entitat formada indissolublement pel nucli urbà i el seu territori, que inclouria gran part de l'actual comarca del Maresme.

## Urbanisme
Urbanísticament, la nova Iluro romana va ser fundada «ex novo» a la primera meitat del segle i aC sobre un petit turó, d'uns 28 metres d'altura sobre el nivell del mar, situada entre dues rieres, els actuals carrers de la Riera i el Rierot, i va arribar una extensió urbana d'unes 6 hectàrees.
L'estructura urbanística de la ciutat, en part fossilitzada en el traçat d'alguns carrers actuals del centre històric de Mataró i en part reconstruïda hipotèticament a partir de les restes arqueològiques conegudes, constitueix un bon exemple d'urbanisme regular romà, amb perímetre rectangular i xarxa ortogonal de carrers. Les estratigrafies arqueològiques documenten la continuïtat d'Iluro fins a principis del segle vii dC, amb dos moments, a part del fundacional, d'especial dinamisme i vitalitat, datables, respectivament, en els segles II i IV dC. Anteriorment, en temps d'August, va arribar el règim jurídic de municipi.

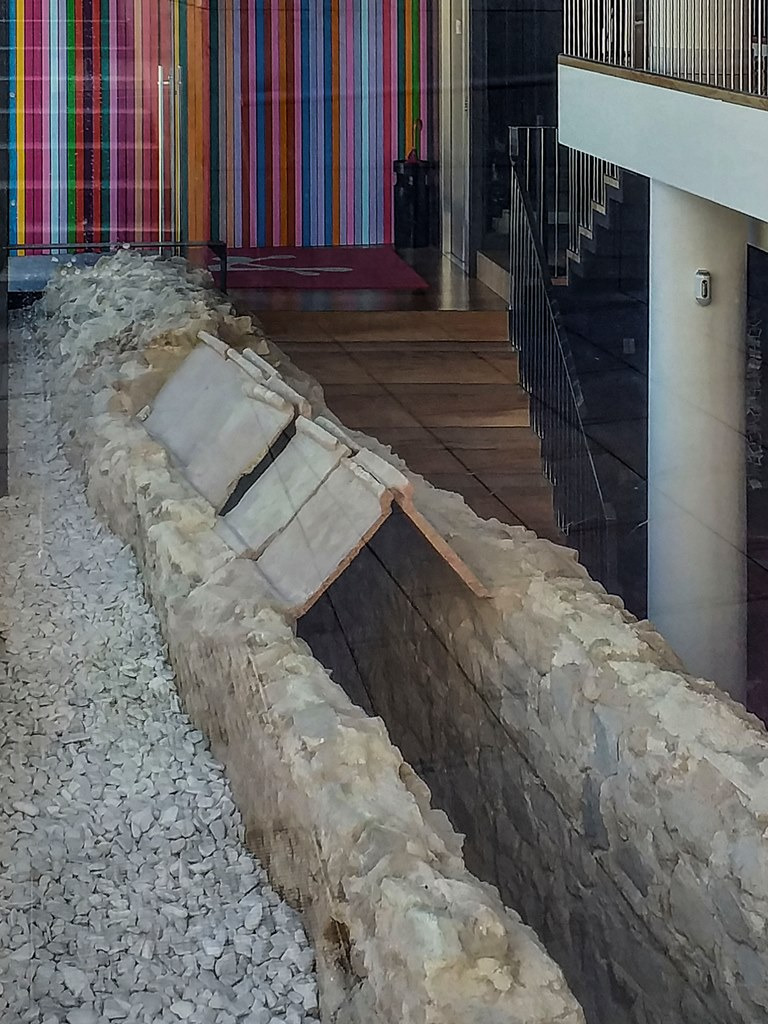
Plaça de Can Xammar - conducte d'aigües romà dels banys públics dins de l’edifici del Col·legi d’Aparelladors

Entre altres elements urbanístics, conserva traces de la muralla que l'envoltava, així com del fòrum, de diversos edificis públics, carrers, cases, una gran cisterna, el mercat (macellum), clavegueres i canalitzacions, i de les necròpolis urbanes i suburbanes. També s'han trobat el que semblen restes d'un temple paleocristià. De les nombroses restes arquitectòniques exhumades al jaciment destaquen les d'un temple paleocristià, les d'una gran casa senyorial amb paviments de mosaic d'«opus signinum», localitzades sota la plaça Gran.
Cal destacar el conjunt arqueològic de Can Xammar, situat a la plaça homònima, avui ja destruït, en l'angle sud-est de la ciutat, on es van documentar les restes d'un edifici notable, amb mosaics que pavimentaven les diverses estances i un conducte d’aigua, probablement les termes de la ciutat, amb les seves dependències termals i palestra.